# Hanan Samet
Hanan Samet (* 20. Jahrhundert) ist ein US-amerikanischer Informatiker. Er ist Professor an der University of Maryland, College Park.
Er  studierte Elektrotechnik mit dem Bachelor-Abschluss an der University of California, Los Angeles und erhielt einen Master-Abschluss in Operations Research an der Stanford University, an der er 1975 bei Vinton Cerf promoviert  wurde (Automatically Proving the Correctness of Translations Involving Optimized Code). Seit 1975 ist er an der University of Maryland. Er ist dort im Computer Vision Laboratory und am Center for Advanced Computer Studies.
Er befasst sich mit Geoinformationssystemen, Datenbankstrukturen für Bild- und räumliche Daten, Computer-Sehen und Computer-Grafik.
Seine Forschungsgruppe entwickelte das Geografische Informationssystem QUILT (basierend auf hierarchischen Datenstrukturen wie Quadtree, Octree), das SAND System, das räumliche mit anderen Daten integriert, den zugehörigen SAND-Browser für räumliche Datenbanken.
2011 erhielt er den Paris-Kanellakis-Preis für Geoinformationssysteme (mehrdimensionale Geodateninfrastruktur) und 2014 den W. Wallace McDowell Award. Er ist Fellow der IEEE, der Association for Computing Machinery und der International Association for Pattern Recognition (IAPR).

## Schriften
- The design and analysis of spatial data structures. Addison-Wesley, Reading, MA, 1990, ISBN 0-201-50255-0.
- Applications of spatial data structures: computer graphics, image processing, and GIS. Addison-Wesley, Reading, MA, 1990, ISBN 0-201-50300-X.
- Foundations of multidimensional and metric data structures, Elsevier/Morgan-Kaufmann, San Francisco, 2006, ISBN 0-12-369446-9.